# Leonor Watling
Leonor Watling, all'anagrafe Leonor Elizabeth Ceballos Watling (Madrid, 28 luglio 1975), è un'attrice e cantante spagnola.

## Biografia
Nasce a Madrid il 28 luglio 1975 da padre spagnolo originario di Cadice (in Andalusia) e da madre inglese. Cresciuta in una famiglia bilingue, Leonor inizia la propria carriera di attrice a teatro, mentre debutta al cinema nel 1993 con Jardines colgantes, diretto da Pablo Llorca. In seguito partecipa a diverse serie televisive, fra le quali Hermanos de leche, Farmacia de guardia, Querido maestro, ma soprattutto Raquel busca su sitio.
Nel 1998 ottiene la sua prima nomination ai Premi Goya come migliore attrice per la sua interpretazione in La hora de los valientes. Il 2002 è l'anno dell'affermazione, grazie alla commedia A mia madre piacciono le donne, che le vale una nuova nomination ai Goya, ma soprattutto al ruolo della ragazza in coma in Parla con lei di Pedro Almodóvar, che le dà una visibilità internazionale.
Dal 2004 ha intrapreso anche una carriera musicale, come cantante del gruppo Marlango.

## Filmografia

### Cinema
- Jardines colgantes, regia di Pablo Llorca (1993)
- Un solo de cello, regia di Daniel Cebrián - cortometraggio (1997)
- Sueños de sal, regia di Gloria Núñez - cortometraggio (1997)
- Grandes ocasiones, regia di Felipe Vega (1998)
- El nacimiento de un imperio, regia di José Maria Borrell - cortometraggio (1998)
- La primera noche de mi vida, regia di Miguel Albaladejo (1998)
- Todas hieren, regia di Pablo Llorca (1998)
- La hora de los valientes, regia di Antonio Mercero (1998)
- No respires: El amor está en el aire, regia di Joan Potau (1999)
- Llombai, regia di Verónica Cerdán Molina - cortometraggio (2000)
- El figurante, regia di Rómulo Aguillaume - cortometraggio (2000)
- La espalda de Dios, regia di Pablo Llorca (2001)
- Son de mar, regia di Juan José Bigas Luna (2001)
- A mia madre piacciono le donne (A mi madre le gustan las mujeres), regia di Daniela Féjerman e Inés París (2002)
- Parla con lei (Hable con ella), regia di Pedro Almodóvar (2002)
- Deseo, regia di Gerardo Vera (2002)
- La mia vita senza me (My Life Without Me), regia di Isabel Coixet (2003)
- En la ciudad, regia di Cesc Gay (2003)
- El elefante del rey, regia di Víctor García León - cortometraggio (2003)
- Bastardo dentro (Mauvais esprit), regia di Patrick Alessandrin (2003)
- La mala educación, regia di Pedro Almodóvar (2004)
- Crónicas, regia di Sebastián Cordero (2004)
- Inconscientes, regia di Joaquín Oristrell (2004)
- La vita segreta delle parole (La vida secreta de las palabras), regia di Isabel Coixet (2005)
- Malas temporadas, regia di Manuel Martín Cuenca (2005)
- Tirante el Blanco, regia di Vicente Aranda (2006)
- Paris, je t'aime, regia collettiva (2006) - (segmento "Bastille")
- Salvador - 26 anni contro (Salvador Puig Antich), regia di Manuel Huerga (2006)
- Teresa, el cuerpo de Cristo, regia di Ray Loriga (2007)
- Oxford Murders - Teorema di un delitto (The Oxford Murders), regia di Álex de la Iglesia (2008)
- Lezione ventuno, regia di Alessandro Baricco (2008)
- Magic Journey to Africa, regia di Jordi Llompart (2010)
- Lope, regia di Andrucha Waddington (2010)
- Lo mejor de Eva, regia di Mariano Barroso (2011)
- If I Were You, regia di Joan Carr-Wiggin (2012)
- Una pistola en cada mano, regia di Cesc Gay (2012)
- Ruido, regia di Diego Postigo - cortometraggio (2013)
- Another Me, regia di Isabel Coixet (2013)
- Guida alle ricette d'amore (The Food Guide to Love), regia di Dominic Harari e Teresa Pelegri (2013)
- La settima musa (Muse), regia di Jaume Balagueró (2017)
- Tócate, regia di Eduardo Chapero-Jackson - cortometraggio (2018)
- Mi hermano Juan, regia di Cristina Martín Barcelona e María José Martín Barcelona - cortometraggio (2019)

### Televisione
- Farmacia de guardia – serie TV, episodi 2x13-2x33-3x9 (1992-1993)
- El día que me quieras – serie TV, episodi 1x10 (1995)
- Hermanos de leche – serie TV, 18 episodi (1994-1996)
- Querido maestro – serie TV, 15 episodi (1997-1998)
- Outlaw Justice, regia di Bill Corcoran – film TV (1999)
- Petra Delicado – serie TV, episodi 1x10 (1999)
- Raquel busca su sitio – serie TV, 25 episodi (2000)
- La stanza del bambino (La habitación del niño), regia di Álex de la Iglesia – film TV (2006)
- Pulsaciones – serie TV, 10 episodi (2016-2017)
- Asesinato en la Universidad, regia di Iñaki Peñafiel – film TV (2018)
- Vivir sin permiso – serie TV, 8 episodi (2018-2020)
- Nasdrovia – serie TV, 6 episodi (2020)
- La templanza – serie TV, 10 episodi (2020)
- Baci nell'aria (Besos al aire) – serie TV, 2 episodi (2021)

## Discografia
- Marlango (2004)
- Automatic imperfection (2005)
- Automatic imperfection special edition (2006)
- Selection (2007)
- The electrical morning (2007)

## Doppiatrici italiane
Nelle versioni in italiano dei suoi film, Leonor Watling è stata doppiata da:
- Selvaggia Quattrini in Parla con lei, La templanza, Oxford Murders - Teorema di un delitto
- Georgia Lepore in A mia madre piacciono le donne
- Domitilla D'Amico in Salvador - 26 anni contro
- Valentina Carnelutti in Lezione ventuno
- Rossella Acerbo in La settima musa
- Daniela Calò in Bastardo dentro
- Federica De Bortoli in Baci nell'aria